# Z20 Karl Galster
Z20 «Карл Гальстер» (нім. Z20 Karl Galster) — військовий корабель, ескадрений міноносець типу 1936 Кріґсмаріне за часів Другої світової війни.
Есмінець Z20 «Карл Гальстер» закладений 14 вересня 1937 року на верфі заводу DeSchiMAG у Бремені, 15 червня 1938 року спущений на воду, а 21 березня 1939 року введений до складу військово-морських сил Третього Рейху. Корабель брав активну участь у бойових діях Другої світової війни, бився біля берегів Норвегії, Скагерраку, Каттегату, в атлантичних та арктичних водах, у Балтійському морі. Капітулював у Копенгагені. За репараціями переданий СРСР, уведений до складу РСЧФ під назвою «Прочний». 30 листопада 1954 року перероблений на плавучу казарму та перейменований на «ПКЗ-99». 25 червня 1956 року виключений зі списків флоту та зданий на брухт.

## Історія служби
У ніч на 17/18 жовтня 1939 року контрадмірал Гюнтер Лют'єнс на борту флагманського корабля Z21 «Вільгельм Гайдкамп» очолив групу есмінців Z16 «Фрідріх Еккольдт», Z19 «Герман Кунне», Z17 «Дітер фон Редер», Z18 «Ганс Людеман» і Z20 «Карл Гальстер», коли вони встановили мінне поле у гирлі англійської річки Гамбер. Британці не знали про існування мінного поля і втратили на ньому сім суден загальною тоннажністю 25 825 БРТ.
У ніч на 10/11 січня 1940 року комодор Фрідріх Бонте на чолі групи німецьких есмінців Z4 «Ріхард Бітцен», Z14 «Фрідріх Ін», Z16 «Фрідріх Еккольдт», Z20 «Карл Гальстер», Z21 «Вільгельм Гайдкам» і Z22 «Антон Шмітт» здійснив чергову постановку мінного поля в районі Ньюкасла. На цьому мінному полі затонув лише один риболовецький траулер вагою 251 тонну.
У ніч з 24 на 25 листопада Z4 «Ріхард Бітцен», Z10 «Ганс Лоді» та Z20 «Карл Гальстер» вийшли в бойовий похід з Бреста, прямуючи до району Лендс-Енд. У ході походу вони натрапили на кілька англійських риболовецьких суден поблизу маяка Волф-Рок і обстріляли їх з гармат. Пізніше німецькі кораблі помітили невеликий конвой і потопили одне з трьох суден та пошкодили ще одне. П'ять есмінців британської 5-ї флотилії не змогли перехопити німецькі есмінці до світанку. Через три ночі німецькі есмінці знову атакували британські цивільні судна, але цього разу близько 06:30 29 листопада 5-та флотилія есмінців Королівського флоту змогла перехопити ворожі кораблі. Німці відкрили вогонь першими, кожен есмінець випустив по чотири торпеди, з яких лише дві з Z10 «Ганс Лоді» вразили свою ціль — британський есмінець «Джавелін». Вибухами торпед були відірвані ніс та корма, але британці змогли відбуксирувати пошкоджений корабель додому.
13 липня 1941 року «Карл Гальстер» спільно з есмінцями Z16 «Фрідріх Еккольдт», «Герман Шеман», «Ганс Лоді» і «Ріхард Батцен» потопив у Баренцовому морі радянський сторожовий корабель «Пассат». 24 липня спільно з есмінцями Z16 «Фрідріх Еккольдт», «Герман Шеман» і «Ріхард Батцен» потопив у Баренцовому морі радянське гідрографічне судно «Меридіан».
У вересні 1943 року есмінець брав участь в операції «Цитронелла», рейді Крігсмаріне на норвезький острів Шпіцберген.
8 травня 1945 року Z20 «Карл Гальстер» разом з есмінцями Z6 «Теодор Рідель», Z10 «Ганс Лоді», Z14 «Фрідріх Ін», Z25, Z38, Z39, міноносцями T17, T19, T23, T28 і T33 відпливли з Геля до Глюксбурга з 20 000 солдатів і цивільних, які прибули 9 травня.